# Petr Nečas
Petr Nečas (Uherské Hradiště, 19 november 1964) is een Tsjechisch politicus van de conservatief liberale Democratische Burgerpartij (ODS) Van 28 juni 2010 tot 17 juni 2013 was hij minister-president van Tsjechië.

## Opleiding en beroep
Van 1979 tot 1983 bezocht Nečas het gymnasium in zijn geboortestad Uherské Hradiště. Aansluitend studeerde hij natuurkunde aan de Masaryk Universiteit in Brno en in 1989 studeerde hij daar af. Na zijn studie werkte hij tot 1992 als ontwikkelaar bij Tesla Rožnov.

## Politieke carrière
Tot 1989 was Nečas lid van de Socialistische Unie van de Jeugd (SSM), de jongerenorganisatie van de Communistische Partij van Tsjecho-Slowakije (KSČ). In 1991 werd hij lid van de in dat jaar opgerichte Democratische Burgerpartij (ODS) om een jaar later reeds, in 1992, voor die partij gekozen te worden als lid van het Tsjechische parlement. In 1995/1996 bekleedde hij het ambt van plaatsvervangende Minister van Defensie.
In 1999 werd Nečas plaatsvervangend voorzitter van de ODS. Toen de oprichter van deze partij, Václav Klaus, zich in 2002 terugtrok als voorzitter, stelde Nečas zich kandidaat om hem op te volgen. Hoewel Klaus zich uitsprak voor de kandidatuur van Nečas, ging de functie uiteindelijk, met slechts weinig stemmen verschil, naar de latere minister-president Mirek Topolánek.
Van 4 september 2006 tot 8 mei 2009 was Nečas minister van Sociale Zaken en Werk en vicepremier in de kabinetten Topolánek I en II.
Eind maart 2010 werd Nečas door de partijleiding aangewezen als lijsttrekker voor de parlementsverkiezingen in mei van dat jaar, nadat Topolánek als gevolg van omstreden uitspraken over homoseksuelen, Joden en de kerk zich als lijsttrekker had moeten terugtrekken. Op 1 april 2010 droeg Topolánek zijn volmachten als ODS-voorzitter aan Nečas over en op 20 juni 2010 werd Nečas met 87% van de stemmen officieel als voorzitter van de ODS gekozen.
Bij de Tsjechische parlementsverkiezingen van mei 2010 behaalde de ODS, met Nečas als lijsttrekker, een historisch slecht resultaat. Maar de ODS vormde desondanks met de rechts-conservatieve partij TOP 09 en de nieuwe populistische partij Publieke Zaken (Věci veřejné) een coalitie en op 28 juni 2010 werd Nečas door de Tsjechische President Václav Klaus officieel tot minister-president van Tsjechië benoemd. Op 13 juli 2010 werd vervolgens zijn kabinet beëdigd en op 10 augustus 2010 kreeg dit met 118 van de 200 stemmen het vertrouwen van het Tsjechische parlement.
Op 13 juni 2013 werd het hoofd van het bureau van de premier, Jana Nagyova, gearresteerd. Zij werd ervan verdacht de vrouw van Nečas, Radka Nečasová, met wie Nečas in scheiding lag, te hebben laten bespieden door de Tsjechische militaire veiligheidsdienst en zo oneigenlijk gebruik te hebben gemaakt van deze dienst. Daarnaast zou zij ook betrokken zijn geweest bij de omkoping van parlementsleden. Tsjechische media speculeren erover of een liefdesrelatie tussen Jana Nagyova en Nečas de oorzaak voor deze daden zou kunnen zijn.
Nečas ontkende op de hoogte te zijn van de illegale observaties en de omkoping, maar als gevolg van de affaire werd zijn positie onhoudbaar. Hij trad op 17 juni 2013 af als premier en als voorzitter van de ODS.
Petr Nečas en Jana Nagyova traden op 21 september 2013 in het huwelijk.
- Gemeinsame Normdatei: 104790117X
- International Standard Name Identifier: 0000 0000 5575 1590
- Nationale Bibliotheek van Tsjechië: jo2002100319
- Nationale Bibliotheek van Polen: a0000003776910
- Parlement.com: vi5sadet2kwv
- Virtual International Authority File: 84132216
- WorldCat: E39PBJk8VBgxGp6ptx4rPx6tKd